# August Reckling
August Reckling (Wendisch Priborn, 16 november 1843 – Dobbertin, 30 december 1922) was een Duits componist en militaire kapelmeester.

## Levensloop
Reckling was vanaf 1866 militaire kapelmeester bij het Groothertogelijke-Mecklenburgisch Jagers-Bataljon nr. 14 te Schwerin. Hij stond in dienst bij Groothertog Frederik Frans II van Mecklenburg-Schwerin. Als componist schreef hij meerdere werken voor harmonieorkest, waarvan twee marsen in de Marsencollectie van het Pruisische leger II opgenomen werden. 
Hij is in zijn geboorteplaats Wendisch Priborn begraven. 

## Composities

### Werken voor harmonieorkest
- 1886 Revue Marsch, AM II, 258  (HM II, 115)
- 1886 Waidmannsheil, AM II,265, opus 52 (Oorspronkelijk een jagerslied vanuit Zevenburgen om 1843)
- Der kleine Korporal
- Deutscher Turnermarsch
- Hubertus Ouverture
- Jeanette Marsch Regimentsmarsch van het Koninklijk Saksisch Train-Bataljon Nr. 12 te Dresden
- Unsere Kavallerie
- Vermischte Nachrichten, selectie
- Waldteufeleien, walsen selectie met werken van Émile Waldteufel